# Phalmuter
Phalmuter är ett hårdrocksband, från Gran Canaria, Kanarieöarna (Spanien) som startades runt år 2006 av Enrique (Kikon) och Jacinto (Jac). Efter att ha kommit igång, släppte bandet sitt första demo The Stall år 2008 och delade scen med bland andra Richie Kotzen och Irländska bandet Jaded Sun. I slutet av år 2010 kom deras andra demo Break The D*ck.

## Medlemmar
Nuvarande medlemmar
- Jacinto Cabrera (Jac) – basgitarr, sång
- Enrique Martinez (Kikon) – gitarr
- Ayose Mayor – trummor

Tidigare medlemmar
- Juanchi "Desalmaos"
- Lucas

## Diskografi
Demo
- The Stall (EP, 2008)
- Break The D*ck (EP, 2010)